# Edmund Moeller
Edmund Moeller (Neustadt b.Coburg, 8 agosto 1885 – Dresda, 19 gennaio 1958) è stato uno scultore tedesco della prima metà del XX secolo.
Ha studiato a Dresda e Düsseldorf, è stato premiato l'arte dal suo inizio ed è uno di quei rari artisti la cui originale è stato in grado di vincere le lodi del successo. In poche opere, come nella vasta opera di Moller, così diafana è il processo di evoluzione artistica, le inquisizioni, le esitazioni, le smorfie, il profondo influencias.

## Biografia
Moeller è nato a Neustadt nel quartiere di Coburgo, una città dello Stato Libero di Baviera nella Repubblica federale di Germania l'8 agosto 1885. Ha studiato nelle città di Dresda, Düsseldorf e anche in Italia. Il 22 marzo 1907 il principe Johann Georg di Coburgo, in rappresentanza del Consiglio accademico di Dresda, la cui Accademia di Belle Arti Moller era un discepolo di Roberto Diez, il giovane scultore ha dato il primo premio di 200 000 marchi, per proseguire gli studi in Italia. Per il suo lavoro nel Monumento alla Libertà nella città di Trujillo governo peruviano ha ricevuto il più alto titolo che concede lo Stato: La Medaglia Il Sole del Perù e anche il titolo di profesor, è morto il 19 gennaio 1958 in Dresda, una città che ha avuto il tempo di permanenza più lungo.

## Opere

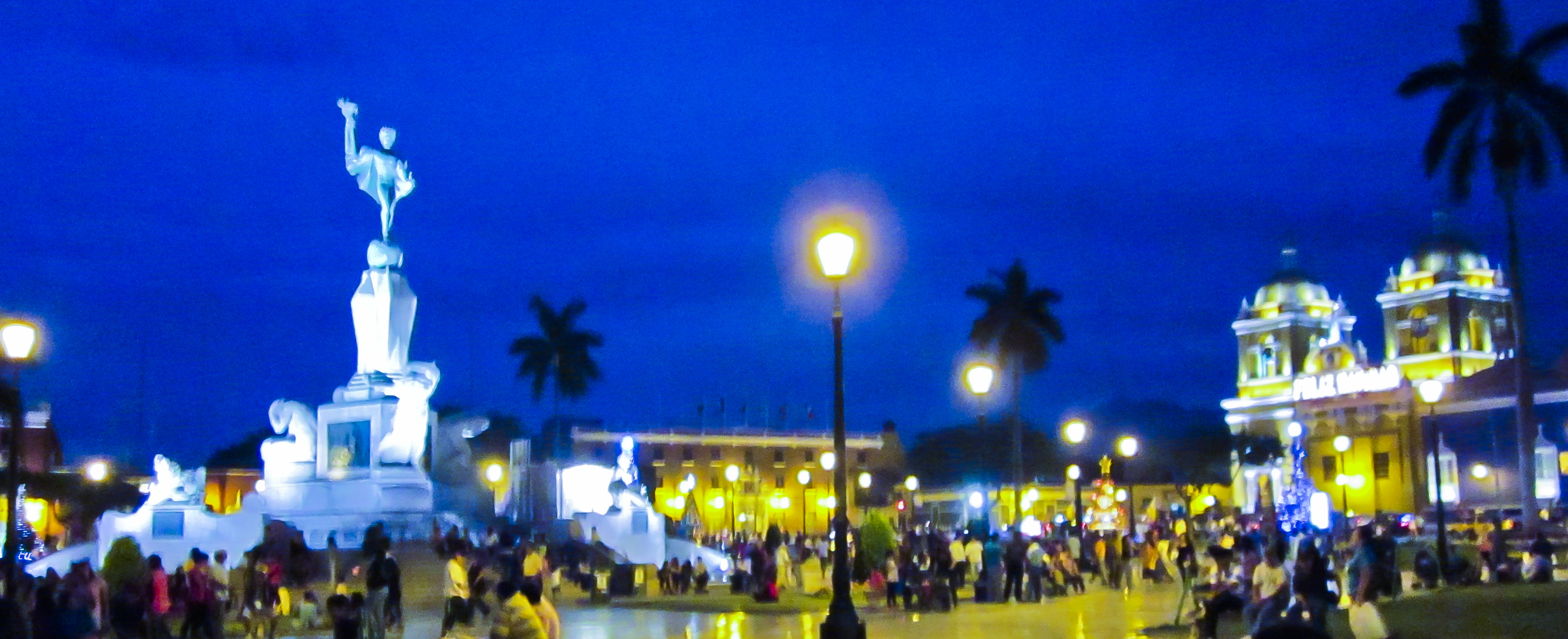
Monumento alla libertà nella Plaza Mayor di Trujillo, scultura di Edmund Moeller

Come la più famosa delle sue opere di scultura è considerato il Memorial Liberty ha aperto nel 1927 nella città di Trujillo (Perù), Monumento alla Libertà del Perù in onore dei 100 cumplemiento presto proclamata l'indipendenza di Trujillo. Questa scultura si trova nella Plaza Mayor di Città di Trujillo.Edmund Moeller ha vinto il concorso internazionale indetto dal Comune di Trujillo per la costruzione della scultura il cui lavoro fino a quando l'inaugurazione è durato 4 anni un mese e 25 giorni per il Memorial La libertà rimane totalmente e permanentemente installato in posizione.
Moeller carriera è una serie di trionfi. Entrambe le statue come il marmo e ritratti in bronzo di lui sui giornali dovrebbe essere lodato come "Dresdner Neuete Nachrichten" e "Dresdner Anzeiger" L'eleganza aggraziata del Ballo giovane gli valse il Prix de Rome, e nella mostra d'arte Berlin, 1914, ha ricevuto la medaglia d'oro. La statua in marmo Compianto è stato acquistato l'anno successivo da parte dello Stato della Sassonia per il Museo di Leipszig, e nel 1918 al Museo di Dresda acquistato Albartinum busto di Max Liebermann e il Ministero prussiano del gruppo culto Sansone con il leone, per Chiesa evangelica tedesca a Roma.

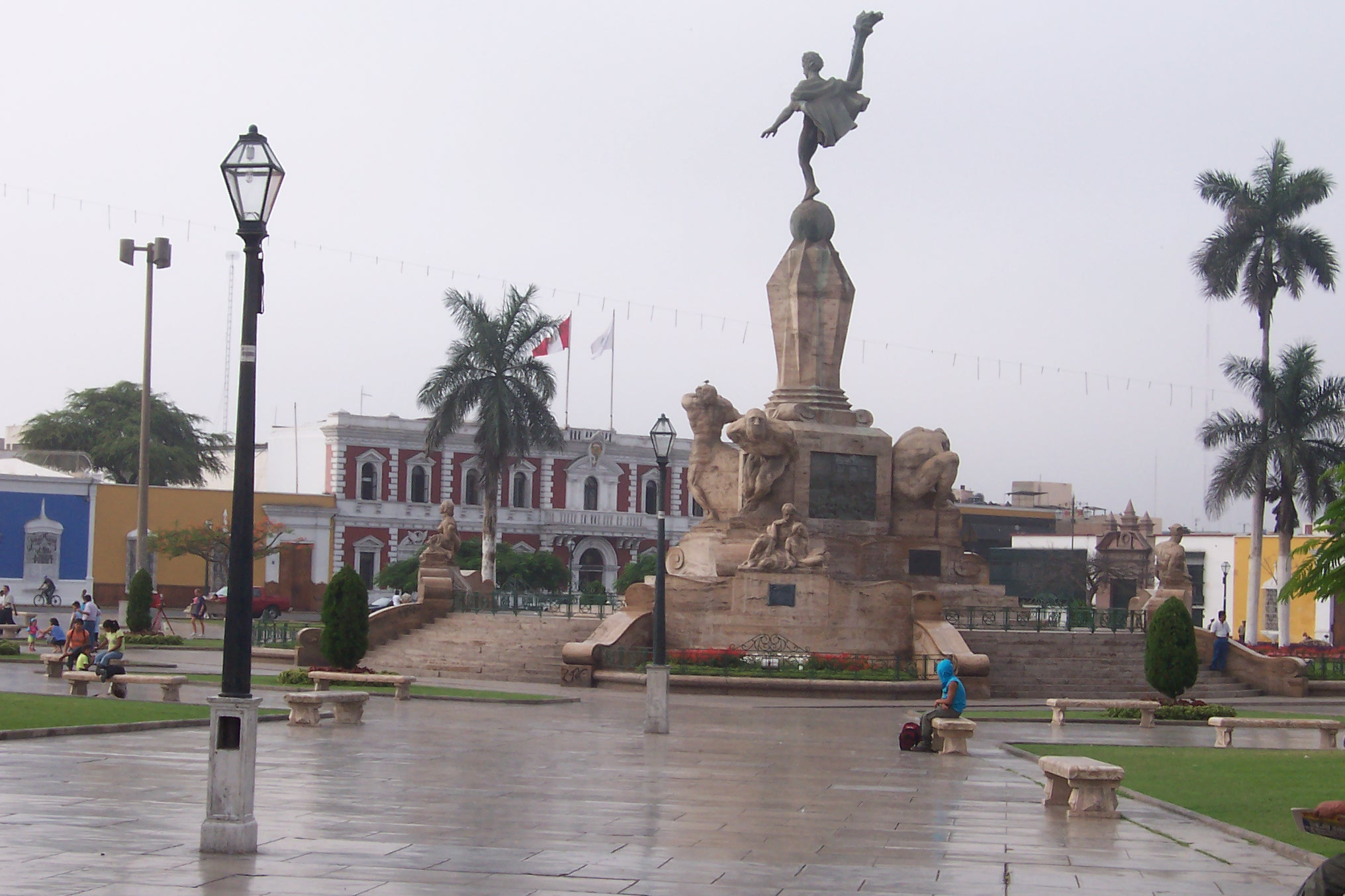
Monumento alla Libertà, l'opera più rilevante di Edmund Moeller, nella Plaza Mayor di Trujillo (Perù)